# Skokloster

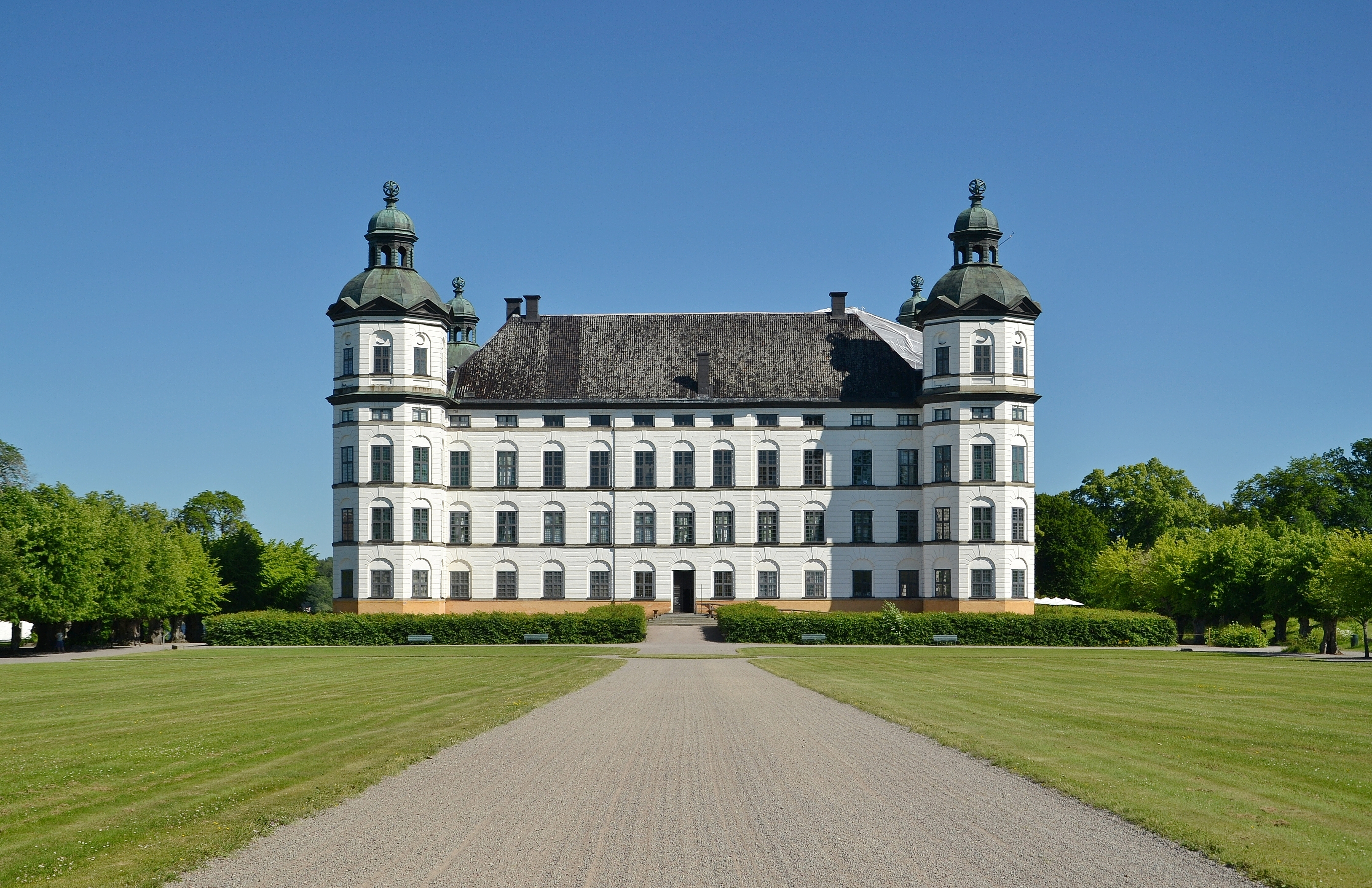
Skokloster

Het kasteel Skokloster ligt aan het Mälarmeer, tussen Stockholm en Uppsala. Het werd gebouwd in een barokke stijl, tussen 1654 en 1676 voor Carl Gustaf Wrangel, naar een ontwerp van Nicodemus Tessin de oudere, die ook slot Drottningholm ontwierp.
Het kasteel is een opmerkelijk monument van de Zweedse Gouden Eeuw, want het werd nauwelijks bewoond. Sommige kamers zijn onveranderd sinds Wrangels dood. Weinig gebouwen in Europa vertonen zoveel authenticiteit. Er is een grote collectie schilderijen, waaronder een beroemd, geheel uit verschillende vruchten opgebouwd portret van keizer Rudolf II door Giuseppe Arcimboldo; verder schilderijen van Gerbrand van den Eeckhout, textiel, goudleer, meubels en wapens.